# أمين ليكومت
أمين ليكومت (مواليد 26 أبريل 1990 ، لاعب كرة قدم قطري مولود في رانس في فرنسا يجيد اللعب في مركز حارس مرمى مع نادي الغرافة ومنتخب قطر .

## مسيرة اللاعب
كانت بداياته مع نادي سوشو الفرنسي وانتقل إلى نادي لخويا في عام 2010 و مثل لخويا كلاعب مقيم وحصل على الجنسية القطرية في عام 2015 و في عام 2017 صدر قرار بدمج نادي لخويا مع نادي الجيش تحت مسمى نادي الدحيل و انظم بعدها إلى نادي الدحيل و أعاره الدحيل إلى نادي الخور في نفس العام وعاد إلى نادي الدحيل مطلع عام 2018 و أعير إلى نادي السيلية في صيف 2020 وانتقل إلى نادي السيلية في عام 2021 وانتقل إلى نادي الغرافة في عام 2023 وأعير إلى نادي معيذر مطلع عام 2024.

## روابط خارجية
- أمين ليكومت على موقع إي إس بي إن إف سي (الإنجليزية)
- أمين ليكومت على موقع قاعدة بيانات كرة القدم.إي يو (الإنجليزية)
- أمين ليكومت على موقع ليكيب (الفرنسية)
- أمين ليكومت على موقع ناشيونال فوتبول تيمز (الإنجليزية)
- أمين ليكومت على موقع Soccerway.com (الإنجليزية)
- أمين ليكومت على موقع عالم كرة القدم.نت (الإنجليزية)